# Thrinax
Genre
Classification phylogénétique
Espèces de rang inférieur
- Thrinax excelsa Lodd. ex Mart. 1853 [1]
- Thrinax parviflora Sw. 1788
- Thrinax radiata Lodd. ex Schult. & Schult.f. 1830

Synonymes
- Porothrinax H.Wendl. ex Griseb. 1866 [1]

Thrinax est un genre de palmiers de la famille des Arecaceae natif des Caraïbes.  Il contient les 3 espèces suivantes :
- Thrinax excelsa
- Thrinax parviflora
- Thrinax radiata

## Classification
- Famille des Arecaceae
  - Sous-famille des Coryphoideae
    - Tribu des Cryosophileae [2]

Le genre partage cette tribu avec 10 autres genres qui sont :

Schippia, Trithrinax, Sabinaria, Itaya, Chelyocarpus, Cryosophila, Leucothrinax, Hemithrinax, Zombia et Coccothrinax.